# 森姆·汗明頓
森姆·汗明頓（英語：Sam Hammington，1977年7月31日—），是一名居住在韩国的澳洲喜劇演員。2015年至2016年，因演出韓國綜藝節目《真正的男人》而被關注。他现在與兒子William和Bentley共同出演綜藝節目《超人回來了》。

## 固定演出
- 《真正的男人》20130414 - 20150118
- 《超人回來了》20161030 - 20220104
- 《訓MAN正音》20190427 - 20190518

## 外部連結
- 森姆·汗明頓的Instagram帳戶